# Charlie Share
Charles Edward "Chuck" Share (Akron, Ohio, Estats Units, 14 de març de 1927 - Chesterfield (Missouri), Missouri, 7 de juny de 2012) va ser un jugador de bàsquet nord-americà que va jugar durant 9 temporades a l'NBA. Amb 2,11 metres d'altura jugava en la posició de pivot. Va ser el primer jugador a ser triat com a número 1 del Draft de l'NBA de la història, ja amb la lliga unificada.

## Trajectòria esportiva
Va jugar durant quatre temporades amb els Falcons de la Universitat de Bowling Green, en les quals va fer una mitjana de 14,2 punts en 121 partits disputats.
Va ser triat en primer Draft de l'NBA de 1950 pels Boston Celtics, encara que mai va arribar a jugar-hi. Va començar la seva trajectòria professional als Fort Wayne Pistons, on va romandre durant dues temporades i mitja, tot i que no va jugar gaire. A mitjan de la temporada 1953-54 va ser traspassat als Milwaukee Hawks, equip en el qual va comptar amb més minuts i en el qual va romandre gairebé fins al final de la seva carrera, se'n va anar amb ells a la ciutat de St. Louis, on va guanyar el seu únic anell de campió el 1958. En la seva última temporada en actiu, la 1959-60, va jugar uns pocs partits amb els Minneapolis Lakers.
En el total de la seva carrera va fer una mitjana de 8,3 punts i 8,4 rebots per partit.